# 403 Cyane
403 Cyane è un asteroide della fascia principale del diametro medio di circa 49,49 km. Scoperto nel 1895, presenta un'orbita caratterizzata da un semiasse maggiore pari a 2,8102680 UA e da un'eccentricità di 0,0964774, inclinata di 9,15497° rispetto all'eclittica.
Il suo nome è dedicato a Ciane, nella mitologia greca una ninfa delle Naiadi che tentò inutilmente di opporsi al ratto di Persefone da parte di Ade, venendo quindi da costui tramutata in una fonte d'acqua.